# Павлов, Дмитрий Васильевич
Дми́трий Васи́льевич Па́влов (12 октября 1905, Санкт-Петербург, Российская империя — 17 июня 1991, Москва, РСФСР, СССР) — советский государственный деятель, министр торговли СССР (1955—1958), генерал-лейтенант интендантской службы (1944).

## Биография
Родился в рабочей семье.
Окончил в 1936 г. Академию внешней торговли по лесо-экспортному отделению.
С 1937 г. — директор меховой фабрики г. Казань.
В 1938—1939 гг. — нарком торговли Татарской АССР.
В 1939—1946 гг. — нарком торговли РСФСР. Фактически с сентября 1941 г. в наркомате торговли не работал.
В 1941—1942 гг. — уполномоченный ГКО по обеспечению продовольствием г. Ленинграда и Ленинградского фронта.
В 1942—1946 гг. — начальник Управления продовольственного снабжения Красной Армии.
В 1946—1948 гг. — заместитель министра рыбной промышленности восточных районов СССР.
В 1948—1949 гг. — заместитель председателя Бюро по пищевой промышленности при Совете Министров СССР.
В 1949—1951 гг. — министр пищевой промышленности СССР.
В 1951—1952 гг. — председатель Государственного комитета СМ СССР по снабжению продовольственными и промышленными товарами
В 1952—1953 гг. — министр рыбной промышленности СССР. Со смертью Сталина министерство рыбной промышленности объединяется в числе других в министерство легкой и пищевой промышленности, которое возглавил Косыгин.
В марте-сентябре 1953 г. — заместитель министра легкой и пищевой промышленности СССР.
В 1953—1955 гг. — первый заместитель министра торговли СССР.
В 1955—1958 гг. — министр торговли СССР.
В 1958—1972 гг. — министр торговли РСФСР.
Член РКП(б) с 1926 г. Кандидат в члены ЦК КПСС в 1952—1961 гг. Депутат Верховного Совета РСФСР 1, 5-8 созывов.
С октября 1972 г. персональный пенсионер союзного значения.
Умер в 1991 году в Москве. Похоронен в Санкт-Петербурге на Литераторских мостках Волкова кладбища.

## Награды
- Три ордена Ленина
  - 18.09.1943
  - 25.10.1955 — в связи с 50-летием со дня рождения и отмечая заслуги перед Советским государством
  - 25.10.1965
- орден Октябрьской Революции (30.08.1971)
- орден Красного Знамени (08.05.1942)
- орден Кутузова 2-й степени (01.08.1944)
- орден Отечественной войны 1-й степени (11.03.1985)
- орден Трудового Красного Знамени (28.10.1975)
- орден Дружбы народов (25.10.1985)
- медали

## Произведения
- Павлов Д. В. Стойкость. — М.: Политиздат, 1981. — 367 с.
- Павлов Д. В. Ленинград в блокаде. — 6-е изд., испр. и доп. — Л.: Лениздат, 1985. — 238 с.
- Из записок наркома // Новая и новейшая история. 1988. № 6.